# Dżem kokosowy
Dżem kokosowy, srikaya, lub kaya ((malajski) kaya lub seri kaya; (tagalski) matamis sa bao, matamis na bao, lub kalamay-hati; minnański: 咖吔 ka-iā) – produkt spożywczy wytwarzany z orzechów kokosowych i cukru spożywany głównie w południowo-wschodniej Azji.

## Indonezja, Malezja,  Singapur
Kaya, zwana także srikaya (od słowa oznaczającego „bogaty” w języku malajskim, dzięki złotej barwie) lub dżem kokosowo-jajeczny to rodzaj dżemu kokosowego wytwarzanego z mleka kokosowego i kaczych lub kurzych jaj z dodatkiem smakowym z liści pandanu osłodzony cukrem. Odmiana ta pochodzi z południowo-wschodniej Azji, pierwotnie prawdopodobnie z Indonezji lub Malezji. Odbiciem tego są jego tropikalne składniki – mleko kokosowe i liście pandanu. Kaya jest słodka i kremowa. Oryginalny kolor odzwierciedla kolor żółtek użytych przy produkcji. Dostępne są również wariacje w kolorze złotobrązowym i zielonym zależnie od ilości pandanu i stopnia karmelizacji cukru. Popularna lokalnie, kaya jest używana do tostów jedzonych w ciągu całego dnia.
Kaya jest używana do wyrobu różnych deserów, w tym pulut taitai lub pulut tekan, deseru z kleistego ryżu zabarwionego na niebiesko kwiatem klitorii (bunga telang), i pulut seri muka, podobnego deseru zabarwionego na zielono liśćmi pandanu. Również z kleistym ryżem używana do wyrobu kuih seri kaya.

## Filipiny
Filipiński dżem kokosowy wytwarzany jest ze śmietany kokosowej (gęstszej odmiany mleka kokosowego) i melasy. Spożywany często na tostach, pandesal (rodzaj filipińskiego pieczywa) lub używany do wyrobu kalamay (słodkiego przysmaku popularnego na Filipinach).

## Tajlandia
Sangkhaya ((taj.) สังขยา săngkhàyăa wymowa sǎŋkʰàjǎː) to podobny wyrób ale o mniej lepkiej i rzadszej konsystencji. Nazywany czasem custardem kokosowym, używany do przyrządzania sangkhaya fakthong ((taj.) สังขยาฟักทอง săngkhàyăa fákthong sǎŋkʰàjǎː fáktʰɔ̄ːŋ; sangkhaya maryu w języku laotańskim) – dyni z nadzieniem sangkhaya, khao niaw sangkhaya ((taj.) ข้าวเหนียวสังขยา khâao nĭaw săngkhàyăa kʰâːu niǎu sǎŋkʰàjǎː) - klejącego ryżu z sangkhaya, oraz maphrao sangkhaya ((taj.) สังขยามะพร้าว mápráao săngkhàyăa mápʰráːu sǎŋkʰàjǎː), sangkhaya serwowanego w orzechu kokosowym. Sangkhaya jest jednym z wielu deserów opartych na kuchni portugalskiej wprowadzonych przez Marię Guyomar de Pinha do królestwa Ayutthaya.